# Джон Тоу
Джон Едуард Тоу (на английски: John Edward Thaw) е британски актьор, известен с ролята си на инспектор Морз.

## Биография и творчество
Джон Тоу е роден на 3 януари 1942 г. в квартал Лонгсайт на Манчестър. Семейството му принадлежи към работническата класа. Участва в серийния филм Стъкло (2001).
Тоу умира на 21 февруари 2002 г. в село Лъкингтън от рак на хранопровода.

## За него
- Hancock, Sheila (2004). The Two of Us: My Life with John Thaw. London: Bloomsbury. ISBN 978-0-7475-7020-2
- John Thaw: The Biography. Stafford Hildred and Tim Ewbank. London: Andre Deutsch. ISBN 0-233-99475-0